# أناجبيرييلا إيسبينوزا
أناجبيرييلا إيسبينوزا ماروكين (بالإسبانية: Anagabriela Espinoza Marroquín) وهي ملكة جمال مكسيكية وهي ملكة جمال الدولية لسنة 2009 في المسابقة التي أقيمت في مدينة تشينغداو في الصين ولدت في يوم 18 أبريل 1988 في مدينة مونتيري في المكسيك ويبلغ طولها 180 سم.